# Euproctis idonea
Euproctis idonea är en fjärilsart som beskrevs av Swinhoe 1903. Euproctis idonea ingår i släktet Euproctis och familjen tofsspinnare. Inga underarter finns listade i Catalogue of Life.